# Bacon, Coasta de Fildeș
Bacon este o comună din departamentul Akoupé, regiunea Agnéby, Coasta de Fildeș.